# Aschacher Bahn
A Aschacher Bahn egy normál nyomtávolságú, 20,5 km hosszúságú egyvágányú vasútvonal Haiding és Aschach an der Donau között. A vonal a Wels–Passau-vasútvonalból ágazik ki Haiding állomásnál.

## Forgalom
A tehervonatokat korábban az 2060, az 2062 és az 2067 sorozatú dízelmozdonyok vontatták, jelenleg pedig az ÖBB 2043 és az ÖBB 2048 sorozatok. A személyforgalmat az 5070 és az 5081 motorkocsik bonyolították, jelenleg helyettük az 5047 sorozat közlekedik.

## Képgaléria

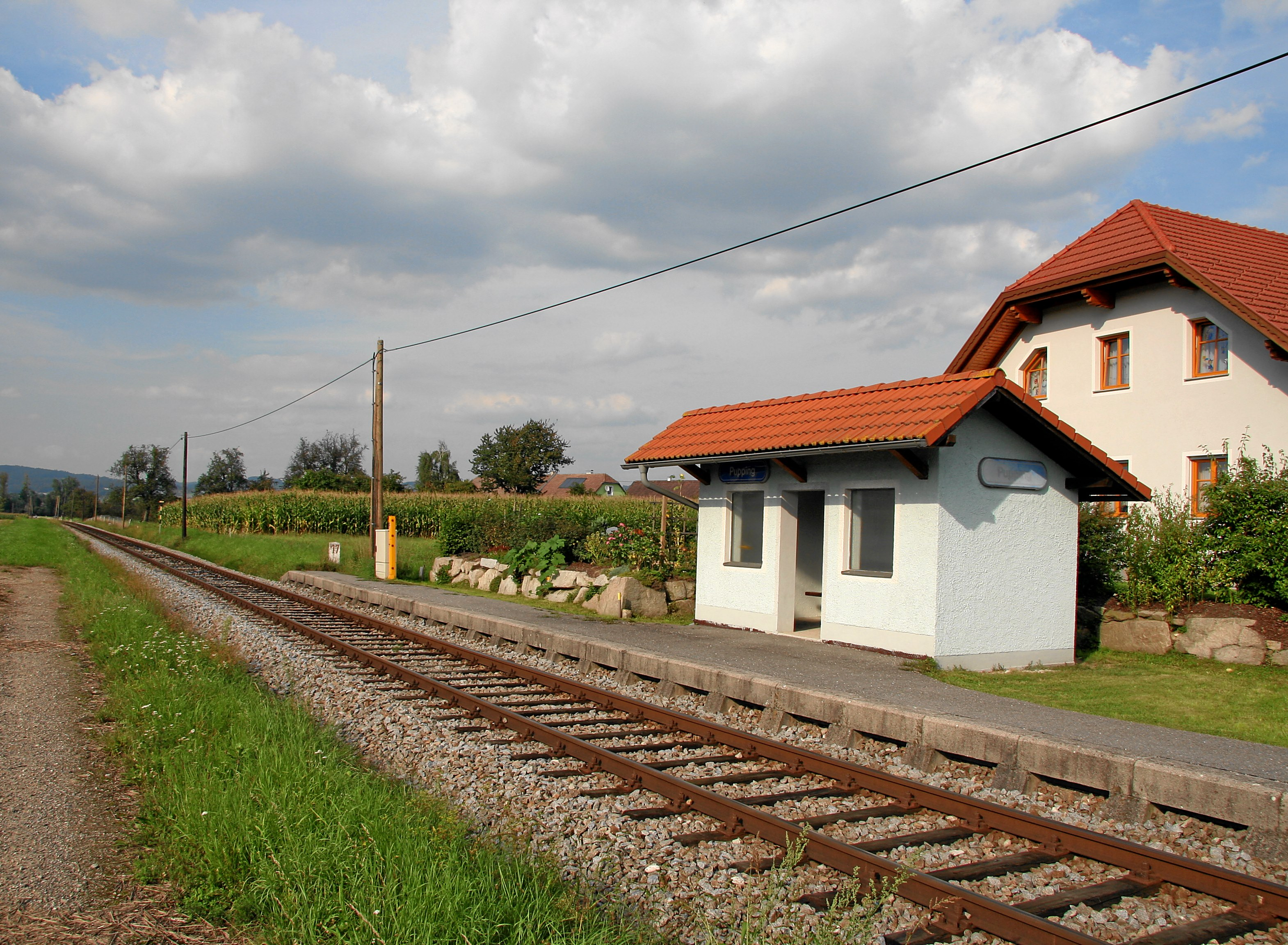
Pupping megálló
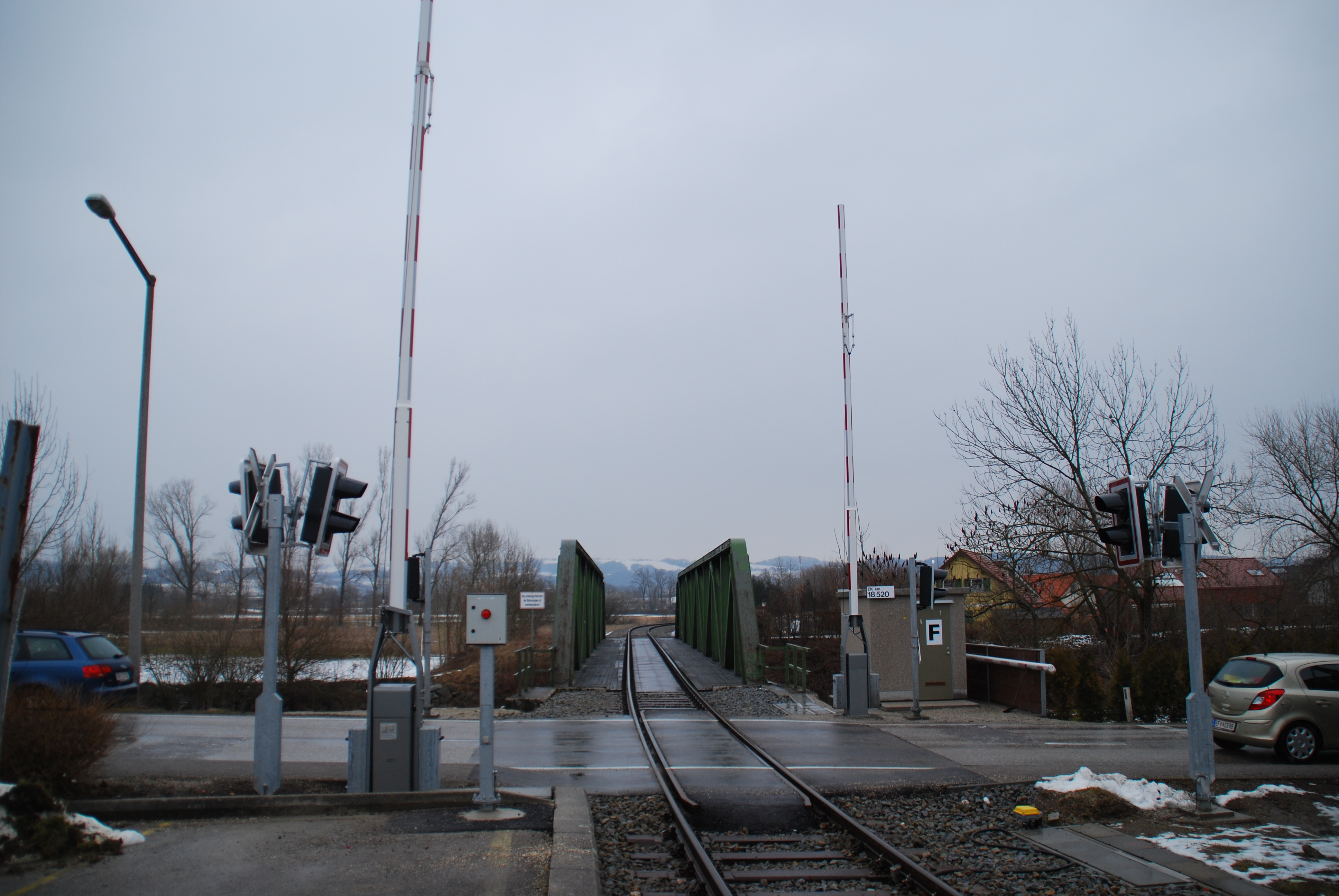
Híd az Aschach felett
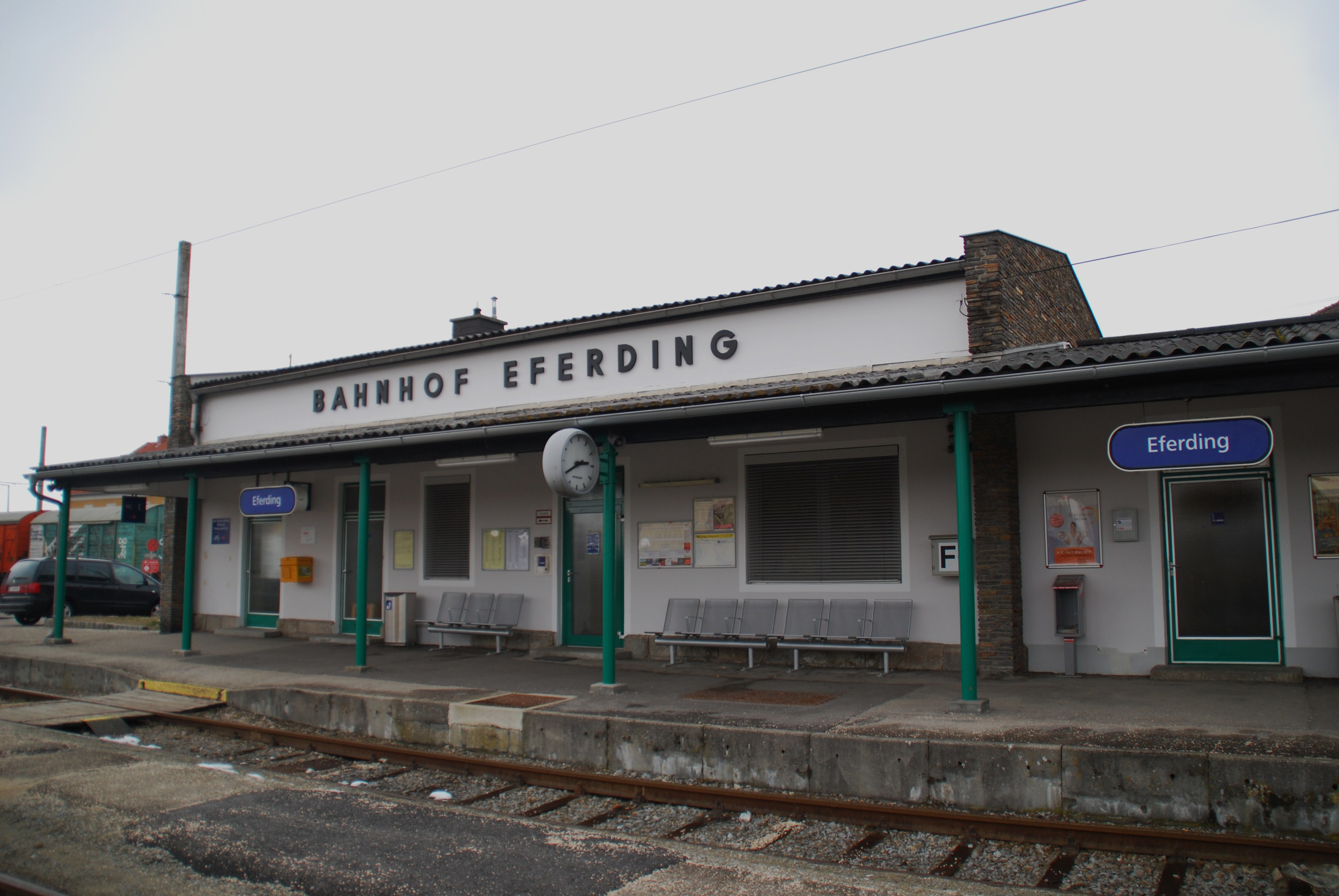
Bahnhof Eferding